# 纳瓦夫·哈利迪
纳瓦夫·哈立德·哈利迪（阿拉伯语：‎，1981年5月15日—) 是一名科威特足球运动员，在场上司职守门员，现效力于Al-Qadsia。
哈利迪多次代表科威特参加比赛，包括2010年世界杯的三场预选赛。